# Actinote naura
Actinote naura is een vlinder uit de familie van de Nymphalidae. De wetenschappelijke naam van de soort is voor het eerst geldig gepubliceerd in 1875 door Herbert Druce.